# JWM
JWM (Joe’s Windows Manager) — швидкий і легкий менеджер вікон для X Window System. JWM написаний Джо Вінгбермюлем (Joe Wingbermuehle). Автором поширюється тільки у вигляді початкового коду. Компілюється і запускається на будь-якій UNIX-системі, на котрій працює X11.
Використовується в таких мінімалістичних дистрибутивах як Puppy Linux, SliTaz і Damn Small Linux.  JWM написаний на мові Сі і споживає мінімум ресурсів, використовуючи тільки стандартну бібліотеку Xlib і при необхідності низку опціональних залежностей: libXext, libXpm, libXinerama, libjpeg, libpng, libxft.